# Wiedemannia alpina
Wiedemannia alpina är en tvåvingeart som först beskrevs av Engel 1918.  Wiedemannia alpina ingår i släktet Wiedemannia och familjen dansflugor. Inga underarter finns listade i Catalogue of Life.